# Mravinjac (Dubrovnik)
Mravinjac je dubrovačko prigradsko naselje u Dubrovačko-neretvanskoj županiji.

## Zemljopisni položaj
Nalazi se u zaleđu općine Dubrovačko primorje, uz lokalnu cestu koja od Slanog vodi prema Orašcu, između mjesta Riđica i Mrčevo. Od Dubrovnika je Mravinjac udaljen oko 23 km sjeverozapadno.

## Povijest
U blizini mjesta postoji nekoliko arheoloških nalazišta. Jedno od poznatijih je arheološko nalazište Gomila jugoistočno od crkve sv. Ivana. Tu su i nalazišta Osoje, Dugaje i Ivanova glavica.
Tijekom Domovinskog rata Mravinjac je bio okupiran pripadnicima JNA i teritorijalne obrane Crne Gore te raznih dragovoljačkih četničkih postrojbi. Neprijateljska vojska je popalila i opljačkala sve objekte u naselju.

## Gospodarstvo
Mravinjac je gospodarski nerazvijeno prigradsko naselje. Stanovništvo je uglavnom zaposleno u Dubrovniku ili neposrednoj okolici (Orašac, Zaton).
U tijeku je gradnja autoceste A1 koja od Zagreba preko Splita i Ploča vodi do Dubrovnika, a koja će dijelom prolaziti i u blizini Mravinjca pa se očekuje da će ovo i okolna naselja doživjeti gospodarski procvat.

## Stanovništvo
Prema popisu stanovnika iz 2011. godine Mravinjac ima 88 stanovnika hrvatske nacionalnosti i katoličke vjeroispovjesti.
| broj stanovnika | 232   | 232   | 233   | 245   | 271   | 259   | 221   | 219   | 210   | 206   | 196   | 175   | 125   | 102   | 81    | 88    | 67    |
|                 | 1857. | 1869. | 1880. | 1890. | 1900. | 1910. | 1921. | 1931. | 1948. | 1953. | 1961. | 1971. | 1981. | 1991. | 2001. | 2011. | 2021. |